# Мариаполис
Мариаполис (порт. Mariápolis) — муниципалитет в Бразилии, входит в штат Сан-Паулу. Составная часть мезорегиона Президенти-Пруденти. Входит в экономико-статистический микрорегион Адамантина. Население составляет 3486 человек на 2006 год. Занимает площадь 186,098 км². Плотность населения — 18,7 чел./км².

## Статистика
- Валовой внутренний продукт на 2003 составляет 19 472 654,00 реала (данные: Бразильский институт географии и статистики).
- Валовой внутренний продукт на душу населения на 2003 составляет 5327,68 реала (данные: Бразильский институт географии и статистики).
- Индекс развития человеческого потенциала на 2000 составляет 0,739 (данные: Программа развития ООН).